# Nova Olinda (São Tomé i Príncipe)
Nova Olinda és una localitat de São Tomé i Príncipe al districte de Cantagalo, a l'est de l'illa de São Tomé. La seva població és de 133 (2008 est.). El riu Água Nova Olinda travessa la vila i desemboca a la Praia do Almoxarife, vora de Praia das Pombas.

## Evolució de la població
| 2001 | 2008 |
| 117  | 133  |